# Aryamani
Aryamani foi o Vigésimo Nono Rei da Dinastia Napata do Reino de Cuxe. 

## Histórico
Ao ascender ao trono Aryamani (também transliterado Ary-Miamun),  assim como seu antecessor Aktisanes compôs sua titularidade ao estilo das dinastias XIX e XX a chamada época raméssida. Seu nome real Usermaatre-Setepenre (Rá é aquele cujo patrimônio é poderoso, o primogênito de Rá) e seu nome de Hórus era Kanakht-meryre (O touro forte, amado de Rá) é o mesmo que o nome de Hórus de Ramessés II (e também de Osocor II). Além destes títulos seu Nome de Nebti era Wer-menu-em-per-itef-Amen-en-nepet (Aquele cujos monumentos são grandes na casa de seu pai Ámon de Napata) e seu Nome de Hórus de Ouro era Ir-sankhy-rekhyu (Aquele que reviveu o povo rekhit)
A filiação de Aryamani e as relações familiares são desconhecidas. Com base em considerações estilísticas e arqueológicas, acredita-se que estelas achadas em Kawa (Kawa XIV e XV) sejam da época de Aryamani. Se essa atribuição estiver correta, então ele teria reinado por 24 anos. 
Acredita-se que o tumulo de Aryamani esteja encontrado em Jebel Barcal , mais precisamente em Bar 14 